# Горид, Язеп Михайлович
Язеп Михайлович Горид (бел. Язэп Міхайлавіч Горыд; 27 июля 1896, Одесса, Российская империя — 1 сентября 1939, Варшава) — белорусский и польско-литовский график и живописец, карикатурист, иллюстратор.

## Биография
Учился в Мариуполе. Участник Первой мировой и Гражданской войн.
В 1918 году вступил стрелком в формируемые полковником Л. Желиговским польские части на Кубани. В апреле 1919 года через Одессу, Бессарабию и Галицию вернулся в Польшу, был трижды ранен.
С 1921 жил в Вильно. В 1928 окончил факультет изящных искусств Виленского университета.
Член Виленского общества художников, в которое входили Пётр Сергиевич, Язеп Дроздович, Михась Севрук.
Погиб во время бомбардировки Варшавы в самом начале Второй мировой войны.

## Творчество

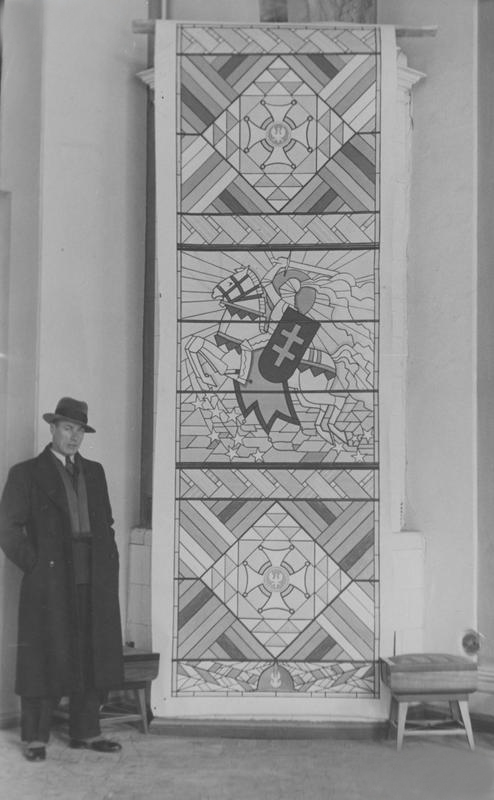
Я. Горид рядом с витражом, созданным им для офицерского казино в Вильно

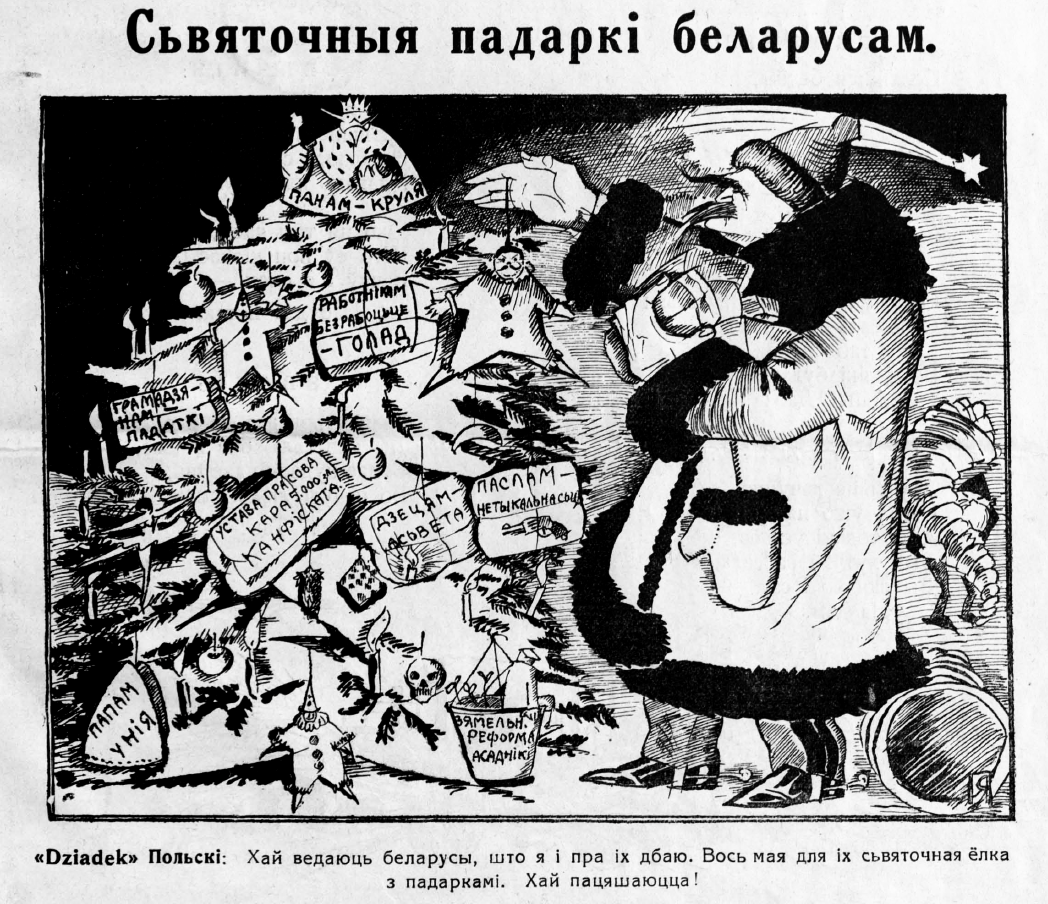
Карикатура на Ю. Пилсудского

Работал в области политической и бытовой карикатуры, сатирического рисунка, в книжной графике.
Его политически острые карикатуры были направлены против социального и национального притеснения в Западной Беларуси и Польши, а также затрагивали международные темы.
Автор живописных портретов (Якуб Колас, Янка Купала), пейзажей.
Иллюстратор и оформитель книг. Автор обложек сборников поэзии («Рябиновый цвет» Максима Танка, «Детский песенник» А. Гриневича, «Венок» Максима Богдановича, сборник «Белорусские народные песни» Григория Ширмы).
Вместе с Язепом Дроздовичем, Петром Сергиевичем, Михасем Севруком занимался иллюстрированием западнобелорусских печатных изданий.
Занимался также созданием витражей, фресок и др.

Работы Горида
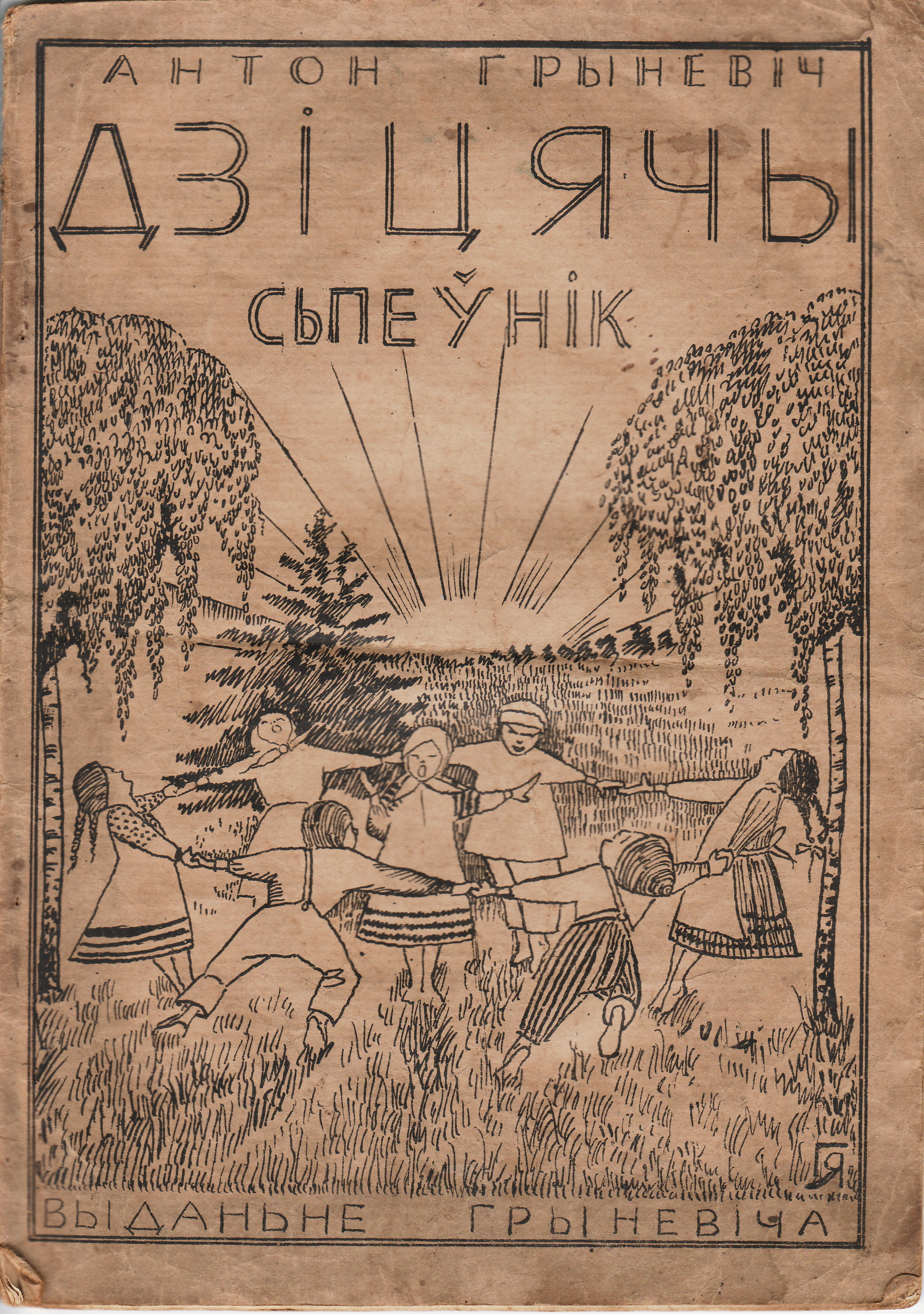
Обложка книги А. Гриневича «Детский песенник», оформленная Горидом
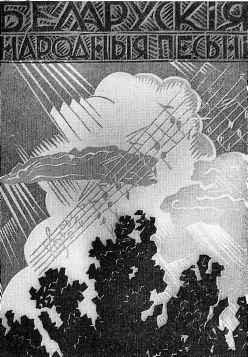
Обложка сборника «Белорусские народные песни» Григория Ширмы
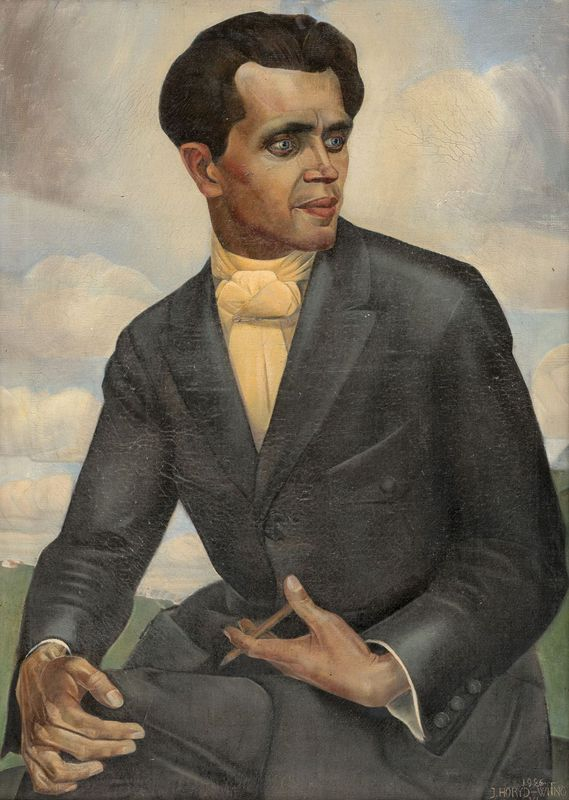
Портрет скульптора Рафала Яхимовича. 1926